# Leon Pinsker
Leo Pinsker (Tomaszów Lubelski, 1821 – Odessa, 1891) è stato un medico polacco, pioniere e attivista sionista, fondatore e leader del movimento Hovevei Zion (Amanti di Sion).

## Biografia
Il suo nome completo era Yehudah Leib [Lev Semyonovich] Pinsker, era nato a Tomaszów Lubelski, Regno del Congresso (oggi parte della Polonia), ereditò un forte senso di identità ebraica dal padre, Simchah [Semyon] Pinsker, uno scrittore autore di libri in lingua ebraica, studioso e insegnante. Leon frequentò la scuola privata del padre ad Odessa e fu uno dei primi ebrei a frequentare l'Università di Odessa, dove studiò giurisprudenza. In seguito capì che, essendo ebreo, non aveva alcuna possibilità di diventare avvocato a causa delle rigide quote imposte ai professionisti ebrei, e scelse la carriera di medico.
Pinsker pensava che il problema ebraico si sarebbe potuto risolvere se gli ebrei avessero ottenuto l'uguaglianza giuridica. Nelle sue prime opere Pinsker era favorevole all'assimilazione e fu tra i fondatori di un settimanale ebraico in lingua russa. (Vedi anche Haskalah)
Il pogrom di Odessa del 1871 spinse Pinsker a diventare un personaggio pubblico in prima linea. Nel 1881 una grande ondata di ostilità antisemita, a quanto pare in parte promossa dallo stato, investì la Russia meridionale e continuò fino al 1884. Fu allora che Pinsker cambiò radicalmente opinione e smise di credere che l'antisemitismo sarebbe stato sconfitto per mero umanesimo ed illuminazione.
Pinsker visitò l'Europa occidentale e da questo viaggio ebbe origine il suo famoso pamphlet Autoemancipazione, il cui sottotitolo era Mahnruf an seine Stammgenossen, von einem russischen Jude (Un avvertimento alla sua gente da parte di un ebreo russo), pubblicato anonimamente in lingua tedesca l'11 gennaio 1882, in cui Pinsker chiamava gli ebrei a lottare per l'indipendenza e ad avere una coscienza nazionale. Il libro sollevò molte critiche, positive e negative.
Come medico professionista, Pinsker preferiva il termine medico "Judeophobia" al termine improprio, da poco introdotto, "antisemitismo". Pinsker sapeva che una combinazione di affermazioni mutuamente escludentisi è una caratteristica di un disordine psicologico ed era convinto che questo odio millenario si potesse spiegare con una fobia patologica, irrazionale:
"... per l'essere vivente l'ebreo è un cadavere, per l'indigeno uno straniero, per il residente un nomade, per il proprietario un mendicante, per il povero uno sfruttatore e un milionario, per il patriota un apolide, per tutti un odiato rivale".
La sua analisi delle radici di questo odio antico lo portò a invocare la costituzione di un focolare nazionale ebraico, anche se non pensava tanto alla Palestina quanto a qualche territorio facilmente colonizzabile dell'America del Nord. Alla fine Pinsker giunse a pensare, come Moses Lilienblum, che l'odio verso gli ebrei avesse origine nel loro essere stranieri ovunque, tranne che nella patria d'origine, la Terra di Israele. Pinsker fu uno dei fondatori e presidente del movimento Hovevei Zion, sostenuta dal barone Edmond James de Rothschild.
Nel 1890 le autorità russe approvarono la costituzione della "Società per il sostegno dei contadini e degli artigiani ebrei in Siria ed Eretz Israel", incaricata di curare gli aspetti pratici della creazione di insediamenti agricoli ebraici nella Terra di Israele. Pinsker era a capo di quell'organizzazione di beneficenza nota come Odessa Committee.
I disaccordi tra le varie fazioni ebraiche religiose e laiche, la crisi interna del movimento e il bando dell'Impero ottomano all'immigrazione ebraica negli anni '80 dell'Ottocento fecero sì che Pinkers cominciasse a dubitare che Eretz Israel potesse essere una soluzione.
Pinsker morì ad Odessa nel 1891. Nel 1934 i suoi resti furono portati a Gerusalemme e sepolti nella caverna di Nicanor vicino al Monte Scopus. La città di Nahalat Yehudah vicino a Rishon LeZion è così chiamata in suo onore, così come le strade in molte città di Israele.